# Rosenohrente

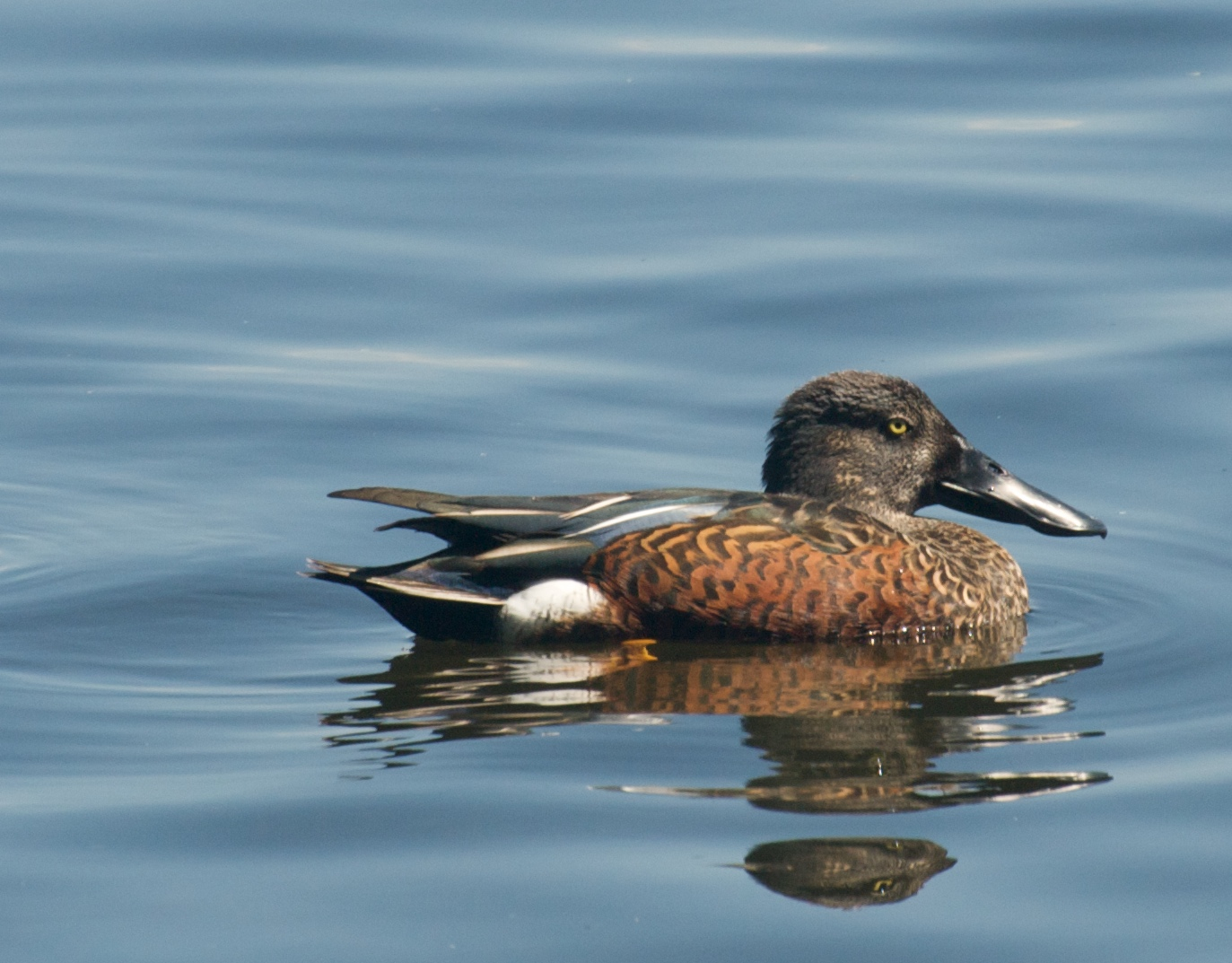
Die Halbmond-Löffelente weist einen ähnlichen Schnabel auf.

Die Rosenohrente (Malacorhynchus membranaceus), auch Spatelschnabelente genannt, ist eine kleine, sehr zahlreich vorkommende Art aus der Familie der Entenvögel, die zur Fauna Australiens gehört. Sie ist in der Lage, geeignete Lebensräume sehr schnell zu besiedeln, und verlässt diese ebenso wieder rasch, wenn sich die Umweltbedingungen ändern. Es kommt deswegen in vorübergehend günstigen Habitaten sehr schnell zu Massenansammlungen dieser Entenart. In Australien zählt sie zum Federwild, sie wird verglichen mit anderem Federwild aber verhältnismäßig selten geschossen.
Auffällig an dieser Ente ist der ungewöhnlich große, spatelförmige Schnabel. Mit diesem Schnabel ist die Ente hervorragend an eine Lebensweise angepasst, bei der das Wasser nach kleinsten Nahrungspartikeln durchgeseiht wird.

## Erscheinungsbild
Rosenohrenten haben eine Flügellänge von 15,2 Zentimetern (Weibchen) bis 21,3 Zentimetern (Männchen). Die Männchen wiegen zwischen 290 und 480 Gramm; die Weibchen sind mit einem Gewicht zwischen 272 Gramm und 423 Gramm vergleichbar schwer. Die Körperlänge insgesamt beträgt zwischen 36 und 45 Zentimeter. Die Flügelspannweite beträgt 57 bis 71 Zentimeter. Der Sexualdimorphismus ist nicht sehr ausgeprägt. Die Männchen sind lediglich etwas größer und kontrastreicher gefärbt als die Weibchen. Sie lassen sich jedoch an der Stimme unterscheiden. Das Männchen lässt hohe Einzeltöne vernehmen, das Weibchen dagegen kurzlautige, tiefe Rufreihen. 
Bei der Rosenohrente handelt es sich um eine kleine, blassfarbene Ente, die einen auffällig großen, spatelförmigen Schnabel hat. Das Gesicht ist weiß. Das Auge ist von einem großen dunkelbraunen Fleck umgeben. Hinter Auge und braunem Fleck befindet sich der namengebende kleine rosarote Fleck. Kinn und Kehle sind weiß. Die Flanken, die Brust und der untere Halsbereich sind gestreift. Pracht- und Ruhekleid sind bei dieser Ente in ihrer Farbaufteilung identisch. Die Füße und Beine sind dunkelgrau. Die Augen sind braun. 
Adulte Rosenohrenten durchlaufen nach beendeter Brut ihre Vollmauser. In Australien fällt dies in den Zeitraum zwischen Oktober und Februar. Jungvögel mausern dagegen während des ersten Lebensjahres ihr Kleingefieder und die Steuerfedern. Danach durchlaufen sie eine Vollmauser und wechseln in das Alterskleid.
Frisch geschlüpfte Küken der Rosenohrente sind auf der Körperoberseite hellbraun. Durch das Gesicht verläuft ein kräftiger schwarzbrauner Augenstreif. Ansonsten ist das Gesicht ebenso wie die Brust, die Körperunterseite, die hinteren Flügelränder sowie kleine Fleckchen an den Bürzelseiten hellgrau bis weiß. Der Schnabel ist hell blaugrau und ist bereits beim Schlupf spatelartig verbreitert. Dies unterscheidet die Küken unter anderem von denen der Halbmond-Löffelente, bei denen sich der arttypische Schnabel erst mit zunehmendem Alter entwickelt. Das Jugendkleid ähnelt dem Alterskleid, es ist allerdings weniger rein gebändert und insgesamt etwas fahler und bräunlicher. 
Rosenohrenten sind entweder in Paaren oder in kleinen bis sehr großen Schwärmen zu beobachten. Sie kommen typischerweise auf verhältnismäßig flachen Binnengewässern vor und sind an der Küste nur selten zu beobachten. Typisch für sie ist ein Ruhen auf Bäumen oder auf niedrigen Ästen über oder im Wasser. Sie schwimmen grundsätzlich sehr hoch auf dem Wasser auf, während der Nahrungssuche ist der Schnabel bis zu den Augen im Wasser eingetaucht. Sie gründeln nur sehr selten und tauchen nie. Sie fliegen mit schnellem Flügelschlag und kreisen, wenn sie aufgescheucht werden, hoch oder niedrig über dem Wasser. Sie fliegen häufig auch während der Nacht, für den Menschen sind sie dann durch ihre Rufe wahrnehmbar. 
Die Rosenohrente ist auf Grund ihres Schnabels, des auffälligen Augenflecks und des weißen Augenrings mit kaum einer anderen Art zu verwechseln. Einen ähnlich auffallenden Schnabel hat nur die Halbmond-Löffelente, allerdings ist die Kopfform anders. Schnabel und Stirn verlaufen bei dieser Art in einer Linie, während die Rosenohrente ein auffälligeres Seitenprofil hat. Die beiden Arten unterscheiden sich außerdem deutlich in ihrem Gefieder.

## Verbreitung und Lebensraum

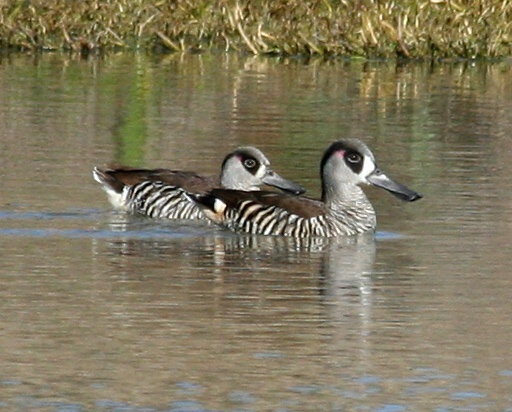
Ein Paar Rosenohrenten

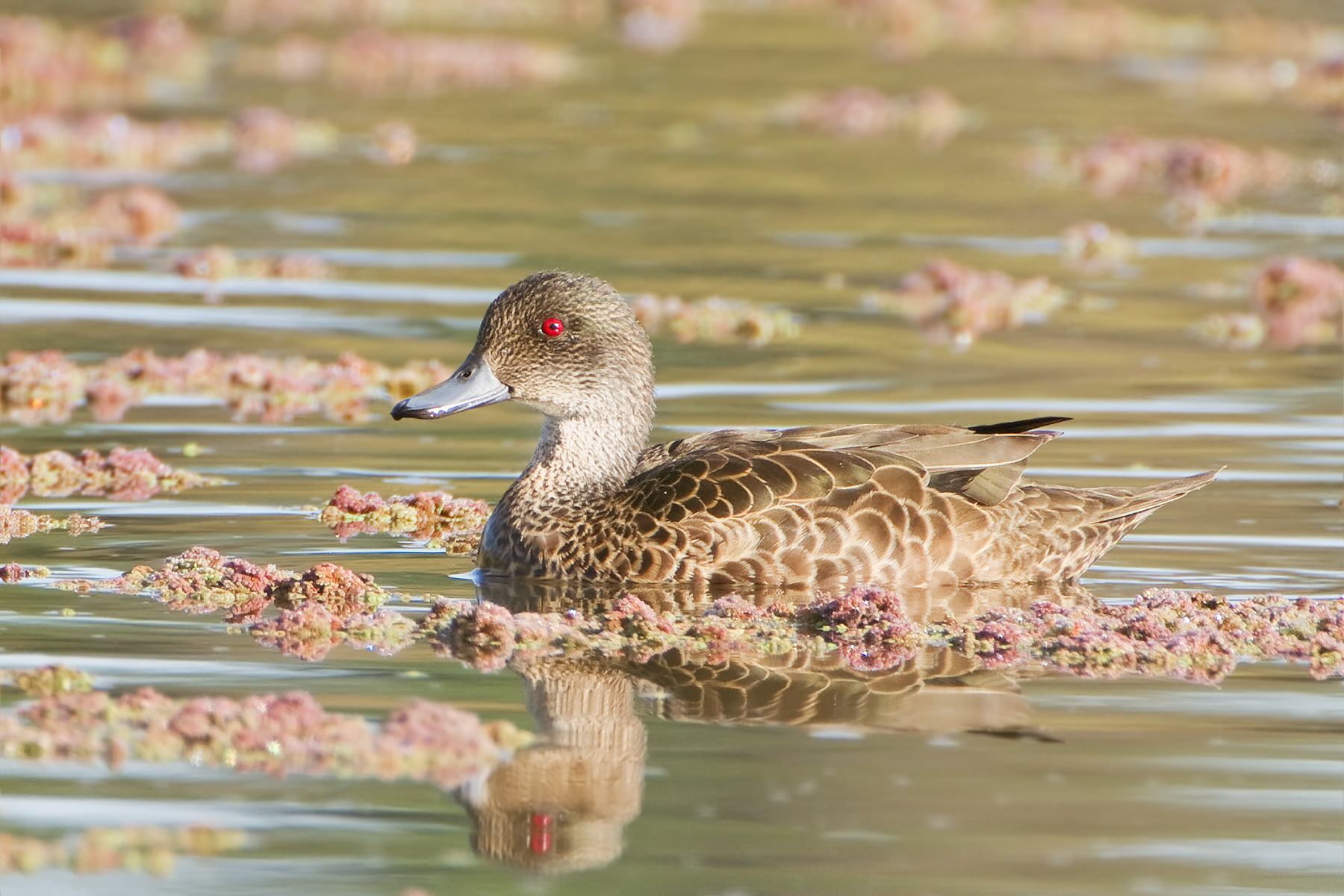
Große Trupps von Rosenohrenten sind häufig mit Australenten vergesellschaftet.

Die Rosenohrente ist eine endemische Art Australiens. Sie ist in Feuchtgebieten auf dem gesamten Kontinent zu finden und fehlt nur in der ariden Zone, die den Westen Australiens durchzieht. Ihr Verbreitungsschwerpunkt sind die Feuchtgebiete im Binnenland, die Küste erreicht sie nur dort, wo jährlich mehr als 400 Millimeter Regen fällt. Sie zieht normalerweise flache, stehende Gewässer vor und meidet starke Strömungen und klares Wasser. Sie nutzt auch Klärseen oder durch Abwässer verunreinigte Seen. Während ihrer Wanderungen findet sie sich gelegentlich auch in für sie ungewöhnlichen Habitaten wie Gebirgsseen, Mangrovensümpfen und Flussmündungen. 
Die Bestandszahlen schwanken sehr stark. Der auf Entenvögel spezialisierte Ornithologe Hartmut Kolbe bezeichnete die Rosenohrenten als die extremsten Invasions-Anatiden Australiens. Dort, wo ökologisch günstige Bedingungen herrschen, kommt es sehr schnell zu Massenansammlungen dieser Art. Auf Grund der saisonalen Verteilung der Regenfälle sind ihre Wanderungen jedoch einigermaßen vorhersehbar.
Ökologisch vorteilhaft sind Binnen- und Brackwasserseen sowie überschwemmtes Grasland. In Regionen, wo es zu heftigen lokalen Niederschlägen gekommen ist, treffen sehr rasch diese Vögel in großer Zahl ein. Bieten die überschwemmten Gebiete ihnen geeignete Lebensbedingungen, beginnen sie sofort mit der Balz und Paarung. Mit den zurückgehenden Wasserständen konzentriert sich ihre bevorzugte Nahrung – nämlich Zoo- und Phytoplankton – in immer kleiner werdenden Gewässern. Meist sind zu diesem Zeitpunkt bereits die Jungvögel geschlüpft. Während dieser Massenansammlungen sind sie häufig mit Australenten vergesellschaftet.
Ebenso rasch wie sie eingetroffen ist, verlässt die Rosenohrente auch bestimmte Regionen wieder, sobald die lebensnotwendigen Gewässer ausgetrocknet sind. In Ostaustralien beträgt die durchschnittliche Populationsgröße regelmäßig 370.000 Individuen. In guten Jahren kommen allein in dieser Region mehr als 750.000 Vögel vor.

## Nahrung
Rosenohrenten fressen überwiegend Wirbellose, sie nehmen aber auch Samen zu sich. Das meiste Futter wird gefunden, in dem sie das Wasser durchseiht. Dabei wird das Wasser an der Spitze des Schnabels eingesogen und durch die seitlichen Lamellen wieder herausgepresst. Während des Fressens stehen Rosenohrenten gewöhnlich im flachen Wasser. Häufig suchen sie in dichten Gruppen nach Nahrung. Die Rosenohrenten am Ende eines Trupps fangen dabei die Wirbellose, die von den vorderen Enten aufgescheucht wurden. Gelegentlich stecken sie den Kopf vollständig unter die Wasseroberfläche. In regelmäßigen Abständen heben sie den Kopf an, um die Umgebung zu mustern.

## Fortpflanzungsbiologie
Rosenohrenten sind monogame Vögel, die Paarbeziehung besteht möglicherweise, bis einer der beiden Vögel stirbt. Es brütet nur das Weibchen, beide Elternvögel führen aber die Jungvögel. Das Balzverhalten wird durch geeignete Lebensraumbedingungen ausgelöst und ist an keine besondere Jahreszeit gebunden. Im Norden Australiens brüten sie typischerweise nach den Sommerregenfällen im Zeitraum März bis Mai. Das Nest befindet sich gewöhnlich oberhalb einer Wasseroberfläche in einer Baumhöhle oder einer Astgabelung. Sie nutzen auch Pfostenenden, im Wasser liegende Baumstämme oder aus dem Wasser ragende Baumstümpfe und nehmen auch Nisthilfen an oder nutzen aufgegebene Nester anderer Vogelarten. Gewöhnlich befindet sich das Nest etwa einen Meter oberhalb der Wasseroberfläche. Die Nistdichte kann sehr hoch sein. In Neusüdwales hat man entlang der Uferlinie eines Wasserlaufs Nester alle 14 bis 18 Meter gefunden. Bei Brutplatzmangel kommt es häufig vor, dass mehrere Weibchen ihre Eier in ein Nest legen. Solche Nester können dann vierzig bis sechzig Eier aufweisen. Die Brutzeit beträgt etwa 26 Tage.

## Systematik

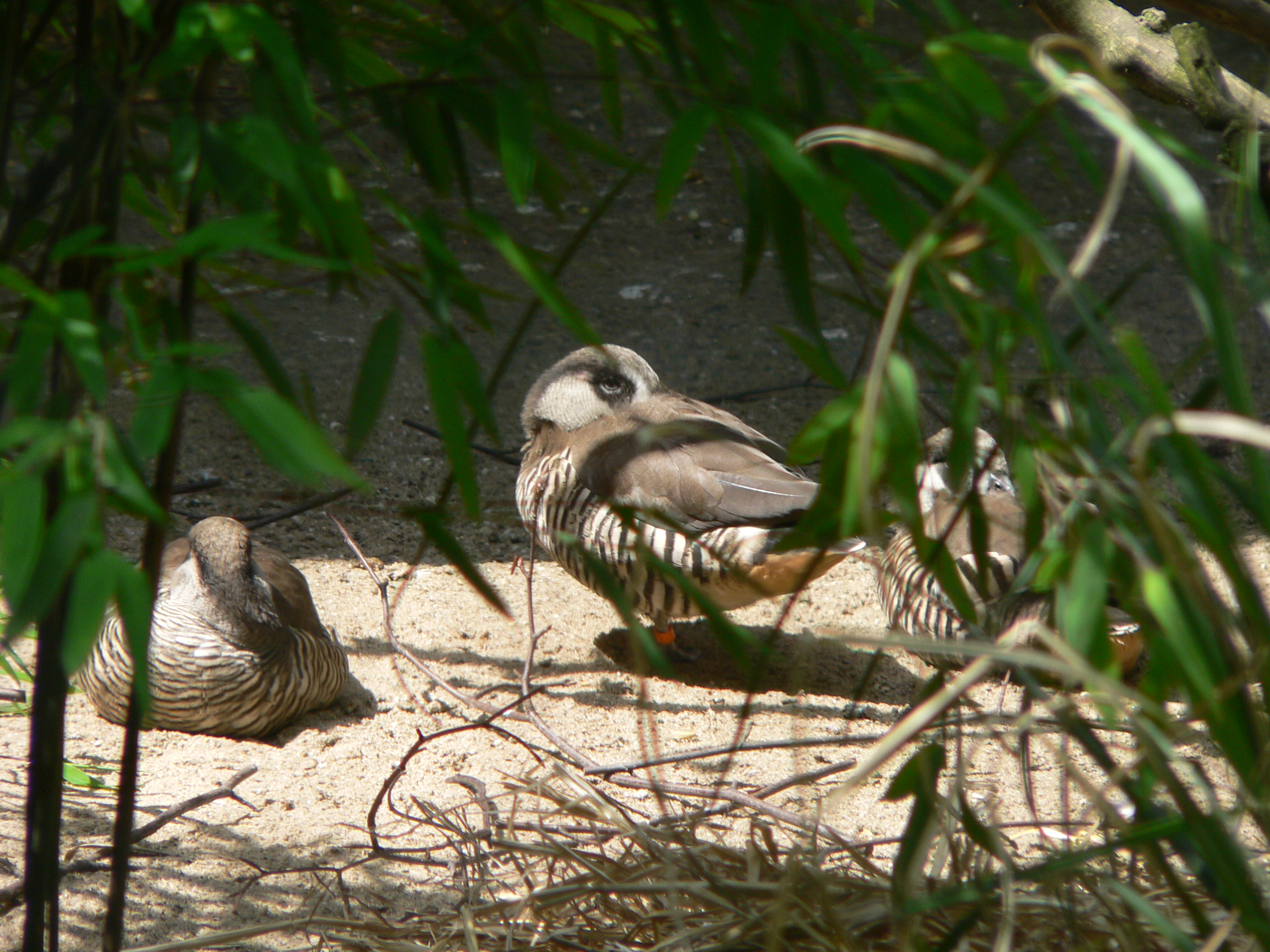
Ruhende Rosenohrenten

Ähnlich wie die Spaltfußgans, die Hühnergans, die Affengans, die Mähnenente und die Lappenente gehört auch die Rosenohrente zur Avifauna Australiens, die keine engeren Verwandten zu einer auf anderen Kontinenten beheimateten Art aufweisen. 

## Mensch und Rosenohrente
Die Rosenohrente gehört zu den Arten, die erst sehr spät aus Australien nach Europa gelangten. Erst 1979 gelangten von Perth aus 40 Küken nach England, die die Zuchtbasis für die in West- und später auch in Nordamerika gehaltenen Rosenohrenten bildeten. Die Art ist allerdings sehr empfindlich gegenüber Kälteeinbrüchen.